# I-20 (rapero)
I-20 Tha Dealer, nacido Brian Sandimanie y más conocido como Infamous 2-0, es un cantante estadounidense de rap y hip hop, firmado por el sello Disturbing Tha Peace, propiedad del también rapero y actor Ludacris, quien lo descubrió en 2002.

## Biografía
20 apareció por primera vez en los álbumes de Ludacris; "Iconegro" y "Back for the First Time" bajo el nombre de Infamous 2-0. Más tarde lo cambiaría. A Luda le impresionó su estilo y lo contrato para su discográfica.
Su primera aparición  en un sencillo global fue en el exitazo de Ludacris, "Move Bitch", en donde también colaboraba Mystikal, y que llegó a la décima posición en los Estados Unidos. Su álbum debut (el cual salió a la venta el 5 de octubre de 2004) fue Self Explanatory, en el cual que aparecen Shawnna, Lil' Jon, Three 6 Mafia y Chingy. El álbum alcanzó la posición 42# en la lista de los Estados Unidos. Los single fueron "Fightin' in the Club" con Lil' Fate, Tity Boi (quien luego sería conocido como el famoso rapero 2 Chainz), & Chingy y "Break Bread" (también conocida como "Break Bread Nigga"), tema producido por Lil' Jon en el que colaboran Ludacris & Bone Crusher. Ese mismo año participaría en el éxito de Houston, "I Like That" junto a Chingy y Nate Dogg.
Su segundo álbum tenía previsto salir a la luz a finales de 2008, sin embargo no fue así, y el lanzamiento del disco se planeó para principios de 2009, pero no ha sido así tampoco y actualmente no hay fecha de salida, se desconoce siquiera el si va a ser lanzado. El nombre del álbum es Blood In The Water. Aunque mucho antes de la primera fecha de lanzamiento del álbum dos single fueron lanzados, "Down South" y "Really Like Her" con Ludacris y Rocko, llegando a la posición 99# en la lista de los Estados Unidos, convirtiéndose de este modo en su "mayor éxito".
Actualmente 20 se dedica a lanzar Mixtapes al mercado y a ofrecer conciertos en zonas locales a Decatur. Aún sigue asociado a DTP, pero no hace colaboraciones con el grupo. Su disco aún está sin fecha de salida y no existen indicios que salga a la luz en un futuro inmediato.

## Discografía

### Álbumes
| Año  | Título                                                                              | Posición      | Posición               | Posición        | Certificación |
| Año  | Título                                                                              | Billboard 200 | Top R&B/Hip-Hop Albums | Top Heatseekers | Certificación |
| ---- | ----------------------------------------------------------------------------------- | ------------- | ---------------------- | --------------- | ------------- |
| 2004 | Self Explanatory - Lanzado: 5 de octubre de 2004 - Productora: Disturbing tha Peace | 42            | 5                      | —               | -             |
| TBA  | Blood in the Water - Lanzado: 2014/2015 - Productora: E1 Music/DTP                  | —             | —                      | —               | -             |

### Mixtapes
- 2011: Interstate Trafficking (con DJ Noize )
- 2011: 20/20 Vision (con DJ Kurupt)
- 2011: The Grey Area (con DJ Bobby Black)
- 2012: Celebrity Rehab
- 2012: Celebrity Rehab 2
- 2013: The Amphetamine Manifesto: Part One
- 2013: The Amphetamine Manifesto: Part Two

## Sencillos

### Propios
| Año  | Canción                                                          | U.S. Hot 100 | U.S. R&B | U.S. Rap | UK Singles | Álbum              |
| ---- | ---------------------------------------------------------------- | ------------ | -------- | -------- | ---------- | ------------------ |
| 2004 | "Fightin' in the Club" (featuring Lil' Fate, 2 Chainz, & Chingy) | —            | 102      | —        | —          | Self Explanatory   |
| 2005 | "Break Bread" (feat. Ludacris & Bone Crusher)                    | –            | 78       | –        | –          | Self Explanatory   |
| 2007 | "Down South"                                                     | –            | –        | –        | –          | Blood In The Water |
| 2008 | "Really Like Her" (feat. Ludacris & Rocko)                       | 99           | —        | —        | -          | Blood In The Water |

### Colaboración
| Año  | Canción                                                     | Posición     | Posición | Posición | Posición | Álbum                |
| Año  | Canción                                                     | U.S. Hot 100 | U.S. R&B | U.S. Rap | UK       | Álbum                |
| ---- | ----------------------------------------------------------- | ------------ | -------- | -------- | -------- | -------------------- |
| 2003 | "Move Bitch" (Ludacris feat. Mystikal & I-20)               | 10           | 3        | 3        | –        | Word Of Mouf         |
| 2004 | "I Like That" (Houston featuring Chingy, Nate Dogg, & I-20) | 11           | 14       | 6        | 11       | It's Already Written |